# 谢志望

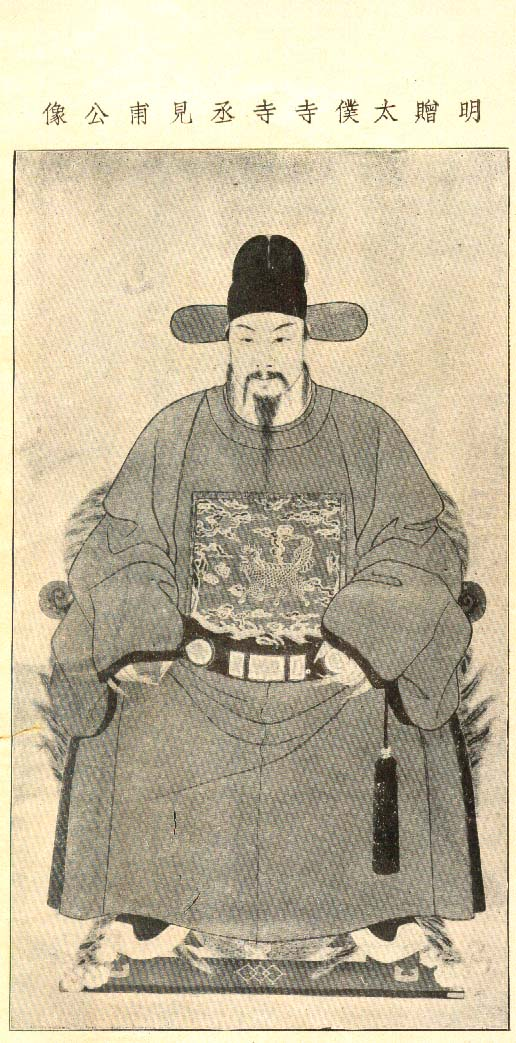
谢志望像

谢志望（1528年—1555年），是明朝嘉靖年间抗击倭寇的英雄。浙江余姚人，内阁大学士谢迁之玄孙。

## 事迹
明朝嘉靖三十四年，倭寇大举进犯江浙沿海。谢志望出家资练兵，抗击倭寇。战倭寇多次于蛏浦，东关，白洋等地，均获胜利。
嘉靖三十四年十一月，倭寇进犯绍兴府，谢志望领乡勇与官兵抗击。后与倭寇血战时因果不敌众牺牲，年二十八岁。明世宗下诏追赠谢志望为太仆寺寺丞，并钦赐祠额“褒忠”褒奖纪念之。